# واسكو (كاليفورنيا)
واسكو (بالإنجليزية: Wasco)‏ هي إحدى مدن مقاطعة كيرن، كاليفورنيا. تم إعطاءها لقب مدينة في 22 ديسمبر، 1945.

## التركيبة السكانية
حدّد مكتب تعداد الولايات المتحدة بيانات التركيبة السكانية لواسكو في تعداد الولايات المتحدة. في ما يلي، التركيبة السكانية حسب تعدادي 2000 و2010.

### تعداد عام 2000
بلغ عدد سكان واسكو 21,263 نسمة بحسب تعداد عام 2000، وبلغ عدد الأسر 3,971 أسرة وعدد العائلات 3,403 عائلة مقيمة في المدينة. في حين سجلت الكثافة السكانية 874.3 نسمة لكل كيلومتر مربع (2,264.4/ميل2). وبلغ عدد الوحدات السكنية 4,256 وحدة بمتوسط كثافة قدره 175 لكل كيلومتر مربع (453.2/ميل2).
وتوزع التركيب العرقي للمدينة بنسبة 34.64% من البيض و10.27% من الأمريكيين الأفارقة و1.02% من الأمريكيين الأصليين و0.67% من الأمريكيين ذوي الأصول الآسيوية و0.15% من سكان جزر المحيط الهادئ و50.46% من الأعراق الأخرى و2.78% من عرقين مختلطين أو أكثر و66.72% من الهسبانيون أو اللاتينيون من أي عرق.
بلغ عدد الأسر 3,971 أسرة كانت نسبة 62% منها لديها أطفال تحت سن الثامنة عشر تعيش معهم، وبلغت نسبة الأزواج القاطنين مع بعضهم البعض 62.3% من أصل المجموع الكلي للأسر، ونسبة 16.8% من الأسر كان لديها معيلات من الإناث دون وجود شريك،  بينما كانت نسبة 6.6% من الأسر لديها معيلون من الذكور دون وجود شريكة وكانت نسبة 14.3% من غير العائلات. تألفت نسبة 11.6% من أصل جميع الأسر من عدة أفراد يعيشون في نفس المنزل ونسبة 5.7% كانت تتألف من شخص يعيش بمفرده يبلغ من العمر 65 عاماً أو أكثر. وبلغ متوسط حجم الأسرة المعيشية 3.79، أما متوسط حجم العائلات فبلغ 4.07.
بلغ العمر الوسطي للسكان 29.3 عاماً. وكانت نسبة 27.4% من القاطنين تحت سن الثامنة عشر، وكانت نسبة 8.3% بين الثامنة عشر والرابعة والعشرين عاماً، ونسبة 19.2% كانت واقعةً في الفئة العمرية ما بين الخامسة والعشرين والرابعة والأربعين عاماً، ونسبة 10.6% كانت ما بين الخامسة والأربعين والرابعة والستين، ونسبة 5.3% كانت ضمن فئة الخامسة والستين عاماً فما فوق. يوجد لكل 100 أنثى 101.0 ذكر، ويوجد لكل 100 أنثى في الثامنة عشر من عمرها فما فوق 98.3 ذكر.
بلغ متوسط دخل الأسرة في المدينة 28,997 دولارًا، أما متوسط دخل العائلة فبلغ 30,506 دولارًا. وكان متوسط دخل الذكور 48,105 دولارًا مقابل 18,697 دولارًا للإناث. وسجل دخل الفرد الخاص بالمدينة 14,228 دولارًا. وكانت نسبة 24.3% من العائلات ونسبة 27.5% من السكان تحت خط الفقر، وكان من هؤلاء نسبة 35.6% تحت سن الثامنة عشر ونسبة 10.1% في الخامسة والستين من العمر وما فوق.

### تعداد عام 2010
بلغ عدد سكان واسكو 25,545 نسمة بحسب تعداد عام 2010، وبلغ عدد الأسر 5,131 أسرة وعدد العائلات 4,370 عائلة مقيمة في المدينة. في حين سجلت الكثافة السكانية 1,050.4 نسمة لكل كيلومتر مربع (2,720.5/ميل2). وبلغ عدد الوحدات السكنية 5,477 وحدة بمتوسط كثافة قدره 225.2 لكل كيلومتر مربع (583.3/ميل2).
وتوزع التركيب العرقي للمدينة بنسبة 49.24% من البيض و7.64% من الأمريكيين الأفارقة و1.11% من الأمريكيين الأصليين و0.70% من الأمريكيين ذوي الأصول الآسيوية و0.05% من سكان جزر المحيط الهادئ و38.03% من الأعراق الأخرى و3.23% من عرقين مختلطين أو أكثر و76.67% من الهسبانيون أو اللاتينيون من أي عرق.
بلغ عدد الأسر 5,131 أسرة كانت نسبة 61.3% منها لديها أطفال تحت سن الثامنة عشر تعيش معهم، وبلغت نسبة الأزواج القاطنين مع بعضهم البعض 56.4% من أصل المجموع الكلي للأسر، ونسبة 19.3% من الأسر كان لديها معيلات من الإناث دون وجود شريك،  بينما كانت نسبة 9.4% من الأسر لديها معيلون من الذكور دون وجود شريكة وكانت نسبة 14.8% من غير العائلات. تألفت نسبة 11.2% من أصل جميع الأسر من عدة أفراد يعيشون في نفس المنزل ونسبة 4.7% كانت تتألف من شخص يعيش بمفرده يبلغ من العمر 65 عاماً أو أكثر. وبلغ متوسط حجم الأسرة المعيشية 3.86، أما متوسط حجم العائلات فبلغ 4.11.
بلغ العمر الوسطي للسكان 28.3 عاماً. وكانت نسبة 28.8% من القاطنين تحت سن الثامنة عشر، وكانت نسبة 14.4% بين الثامنة عشر والرابعة والعشرين عاماً، ونسبة 33.7% كانت واقعةً في الفئة العمرية ما بين الخامسة والعشرين والرابعة والأربعين عاماً، ونسبة 18% كانت ما بين الخامسة والأربعين والرابعة والستين، ونسبة 5.1% كانت ضمن فئة الخامسة والستين عاماً فما فوق. وتوزع التركيب الجنسي للسكان بنسبة 61.6% ذكور و38.4% إناث.

## أعلام
- كارل سميث
- مانويل كيسادا
- بابلو غارزا